# Anders Petersen (pugile)
Anders Otto Petersen (16 dicembre 1902 – 28 aprile 1966) è stato un pugile danese.

## Palmarès

### Olimpiadi
- Argento a Anversa 1920 nei pesi mosca.